# Johann David Köhler

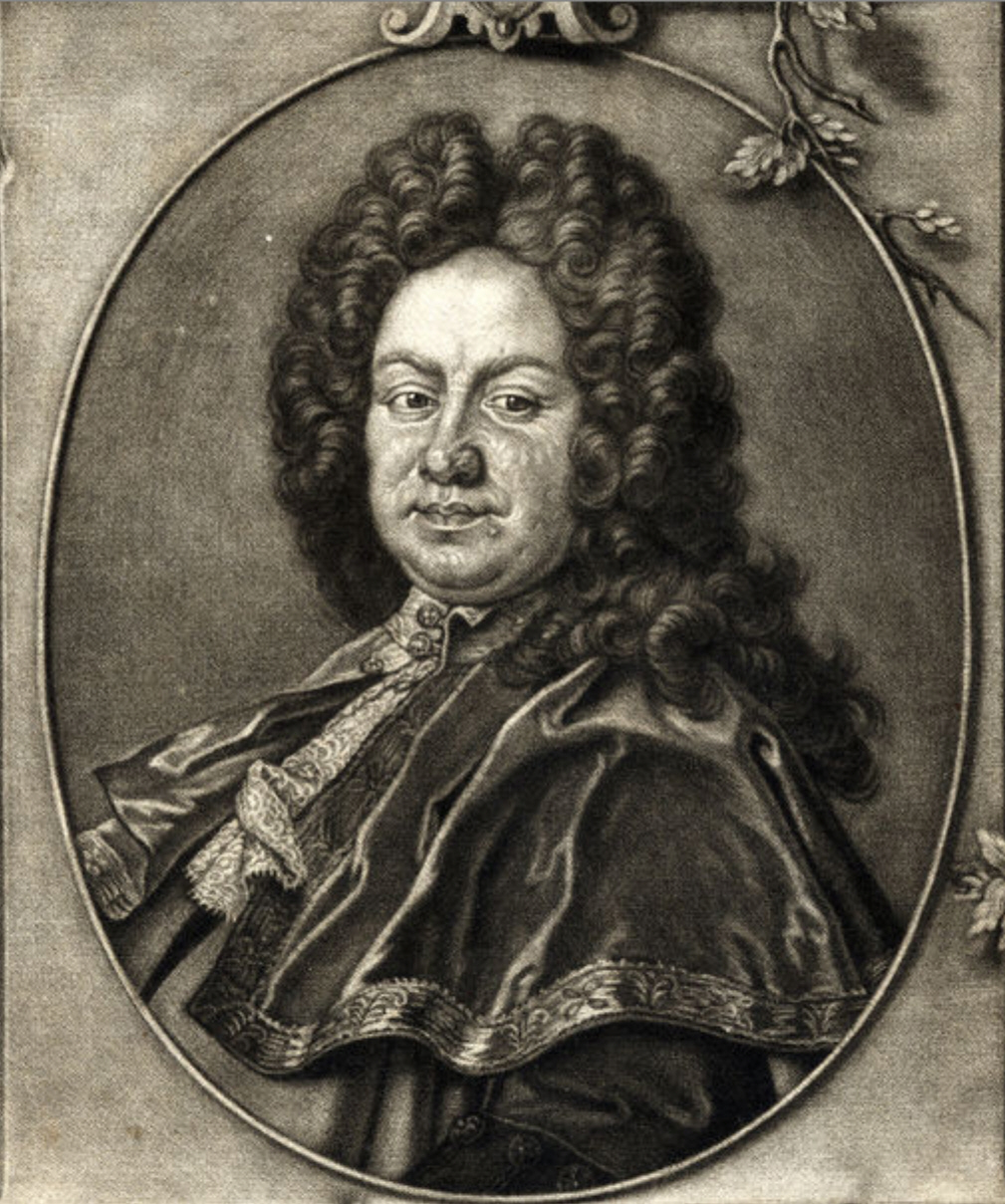
Johann David Köhler

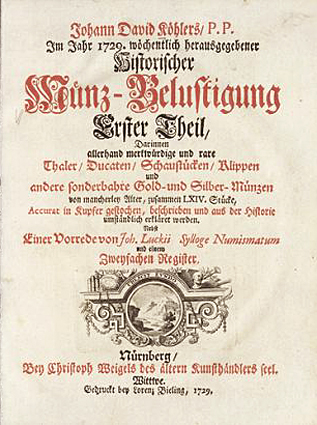
Johann David Köhler: Ab dem Jahr 1729 wöchentlich herausgegebene Historische Münz-Belustigung

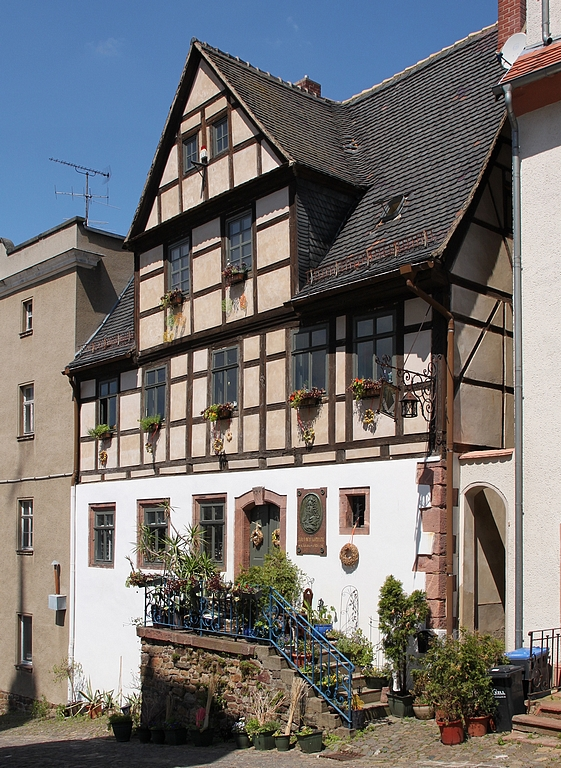
Geburtshaus von Johann David Köhler in Colditz

Johann David Köhler (auch Köler; * 18. Januar 1684 in Colditz; † 10. März 1755 in Göttingen) war ein deutscher Historiker, Numismatiker und Heraldiker.

## Leben
Köhler wurde als Sohn des evangelisch-lutherischen Diakons Johann Christoph Köhler (1653–1695) und dessen Ehefrau Rosina († 1695) in Sachsen geboren. Nach beider Tod zog er zu seinem Onkel Christian Lehmann, Superintendent in Annaberg, wo er zunächst von Hauslehrern unterrichtet wurde. 1697 bezog er die Fürstenschule in Meißen und erwarb dort die Voraussetzungen, um ein Studium zu beginnen. Am 28. April 1703 ging er an die Universität Wittenberg, wo er ein Studium der Theologie beginnen wollte. Jedoch kam er mit den Vertretern der lutherischen Orthodoxie nicht klar, so dass er ein Studium der Philologie und Geschichte verfolgte. Unter der Leitung von Konrad Samuel Schurzfleisch widmete er sich dem klassischen Altertum und erwarb am 17. Oktober 1704 den akademischen Grad eines Magisters der Philosophie.
Im Großen Nordischen Krieg wurde auch Wittenberg in diesen involviert. Daher sah er sich genötigt, seine bisherige Heimat zu verlassen und fasste den Entschluss, an die Universität Straßburg zu gehen. Auf dem Weg dorthin bereiste er auch andere Universitätsstädte. So besuchte er unter anderem die Universität Altdorf, wo er sich 1707 das Recht erwarb, Vorlesungen zu halten. Durch den Kontakt mit Daniel Wilhelm Moller machte er sich mit der Numismatik vertraut und ihm wurde eine außerordentliche Professur in Altdorf angeboten, die er jedoch nicht annahm.
Stattdessen arbeitete er 1707/1709 als Informator und Übersetzer bei dem schwedischen Gesandten Henning von Stralenheim in Breslau und der von ihm geleiteten schwedischen Kommission zur Durchsetzung der Altranstädter Konvention und übernahm die Bearbeitung der in lateinischer Sprache geführten Korrespondenz mit dem kaiserlichen Hof in Wien. Über Regensburg gelangte er mit Stralenheim nach Zweibrücken, wo er sich mit Genealogie beschäftigte. 1710 erhielt Köhler einen Ruf auf die Professur der Logik an der Altdorfer Hochschule, die er im Mai 1711 antrat. 1714 wechselte er auf die Professur der Geschichte und entfaltete in dieser Position eine umfangreiche literarische Tätigkeit. Ab 1726 war er auswärtiges Mitglied der Königlich Preußischen Sozietät der Wissenschaften. Nachdem er mehrere Berufungen an verschiedene Universitäten ausgeschlagen hatte, folgte er 1735 einem Ersuchen der neu gegründeten Universität Göttingen als Professor der Geschichte, wo er bis zu seinem Tod 20 Jahre mit der Hochschule verbunden blieb.
Am 14. Januar 1737 wurde Johann David Köler mit dem Beinamen Herodotus als Mitglied (Matrikel-Nr. 467) in die Deutsche Akademie der Naturforscher Leopoldina aufgenommen.
Johann David Köhler hat vor allem als Historiker Spuren in den Hilfswissenschaften der Geschichte hinterlassen. So stand er in Verbindung mit dem Melker Benediktinermönch Hieronymus Pez und war korrespondierendes Mitglied der Societas incognitorum im mährischen Olmütz. Als sein Hauptwerk wurde das auf dem Gebiet der Numismatik liegende, 22 Bände umfassende Werk „Historische Münzbelustigungen“ bekannt. Zudem hat er eine Vielzahl von Programmen und Aufsätzen verfasst, die sich meist mit der deutschen Geschichte beschäftigen. Auch war er als Herausgeber von Marquard Frehers „Directorium historicum“ und der „Noticia Procerum“ von Jacob Wilhelm Imhoff (1651–1728) sowie von Werken anderer Autoren in Erscheinung getreten. Außerdem hat er den in Vergessenheit geratenen Erfinder des europäischen Buchdrucks mit beweglichen Lettern, Johannes Gutenberg in einer auf Quellenstudium beruhenden „Ehrenrettung“ in seiner Bedeutung für die Erfindung rehabilitiert.
Köhler war zweimal verheiratet. Seine Ehefrau aus erster Ehe von 1711 starb bereits 2½ Jahre nach der Hochzeit bei der Geburt des ersten Kindes, welches am Tag darauf ebenfalls verstarb. Mit seiner zweiten Frau Sophia Christina geb. Leonhardt hatte er 14 Kinder. Sein Sohn Johann Tobias Köhler (1720–1768)  trat ebenfalls in seine Fußstapfen und wurde Professor in Göttingen.
Er war ab 1734 Mitarbeiter an der Neuausgabe des Wappenbuches von Johann Siebmacher. Sein Beitrag waren das Vorwort zum Buch und drei Supplemente.

## Schriften (Auswahl)

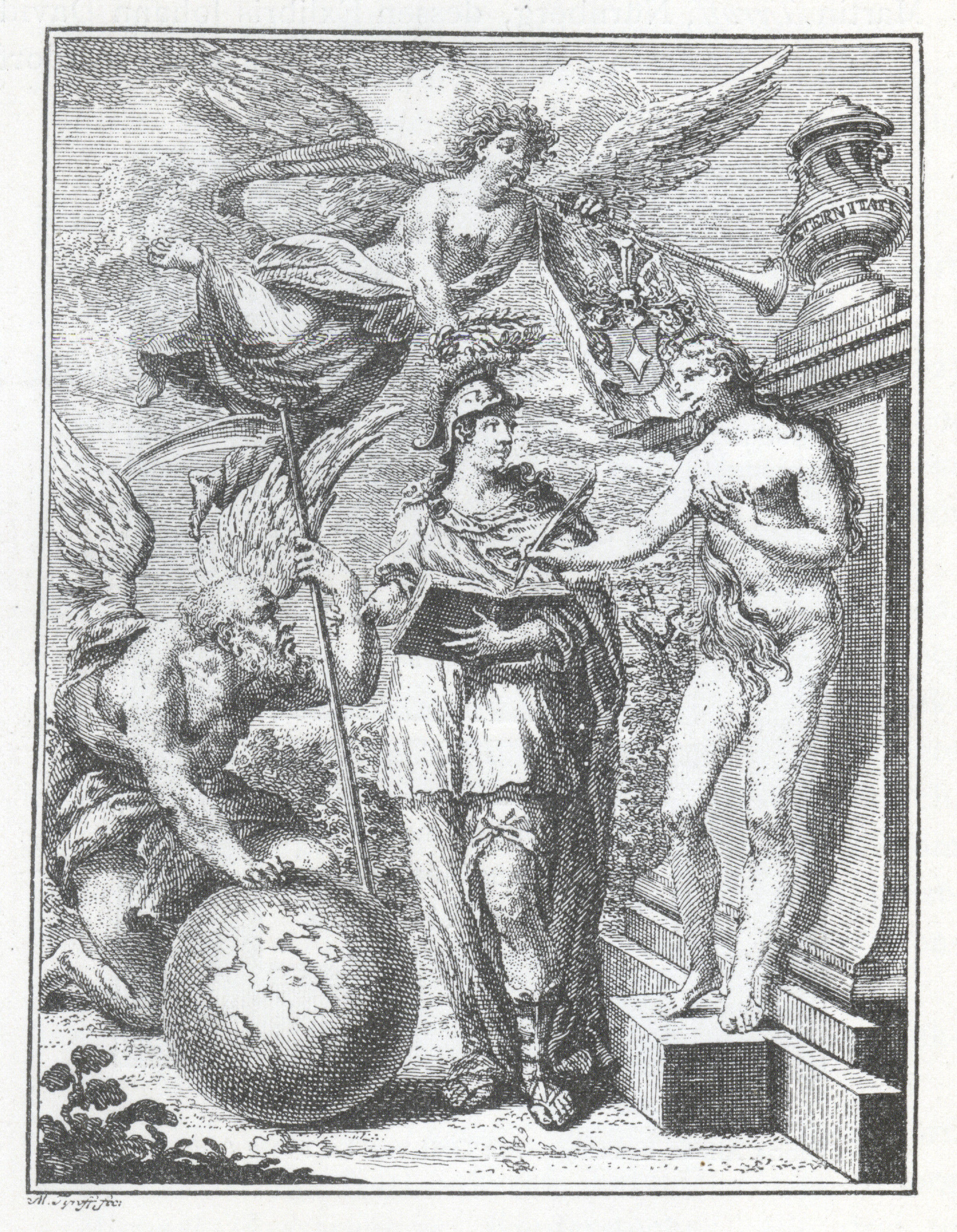
Exlibris von Johann David Köhler, gestaltet von Martin Tyroff (ca. 1730)

- Exlibris von Johann David Köhler, gestaltet von Martin Tyroff (ca. 1730)Schlesische Kern-Chronicke/ Oder Kurtze jedoch gründliche Geographisch- Historisch und Politische Nachricht von dem Hertzogthum Schlesien.  Johann Leonhard Buggel, Nürnberg 1710 (Digitalisat).
- Der Schlesischen Kern-Chronicke Anderer Theil/ Oder Fortgesetzte und mehr-ausgeführte Nachricht Von Schlesischen geist- und weltlichen/ alten und neuen Geschichten/ Privilegien/ Rechten/ Freyheiten/ Clöstern/ wunderthätigen Gnaden-Bildern der Mutter GOttes/ vornehmen gelehrten und berühmten Leuten/ Bibliothecken/ weiterer Execution der Alt-Ranstädtischen Convention, und andern dergleichen &c. Johann Leonhard Buggel, Frankfurt am Main u. a. 1711 (Digitalisat).
- Historia genealogica dominorum et comitum de Wolfstein. Riegel, Frankfurt am Main u. a. 1726, (Digitalisat).
- Bequemer Schul- und Reisen-Atlas Aller zu Erlernung der Alten / Mittlern und Neuen Geographie dienlichen Universal- und Particular-Charten. Christoph Weigel, Nürnberg 1719 (Digitalisat).
- Anleitung zu der verbesserten Neuen Geographie/ vornemlich zum Gebrauch Der Weigelischen Land-Charten. Christoph Weigel, Nürnberg 1724 (Digitalisat).
- Johann David Köhlers, p.p. jm Jahr 1729. wöchentlich herausgegebener historischer Münz-Belustigung erster Theil, darinnen allerhand merkwürdige und rare Thaler, Ducaten, Schaustücken, Klippen und andere sonderbahre Gold- und Silber-Münzen von mancherley Alter, zusammen LXIV. Stücke, accurat in Kupfer gestochen und aus der Historie umständlich erkläret werden. Nebst einer Vorrede von Joh. Luckii sylloge numismatum und einem zweyfachen Register  (Digitalisat).
- Johann David Köhlers, p.p. jm Jahr 1730. wöchentlich herausgegebener historischer Münz-Belustigung anderer Theil, darinnen allerhand merkwürdige und rare Thaler, Ducaten, Schaustücken, Klippen und andere sonderbahre Gold und Silber Münzen von mancherley Alter, zusammen LIX. Stücke, accurat in Kupfer gestochen, beschrieben, und aus der Historie umständlich erkläret werden. Nebst einer Vorrede von einem Entwurff einer vollständigen Thaler-Collection (Digitalisat).
- Johann David Köhlers, p.p. jm Jahr 1731. wöchentlich herausgegebener historischer Münz-Belustigung dritter Theil, darinnen allerhand merkwürdige und rare Thaler, Ducaten, Schaustücken und andere sonderbahre Gold- und Silber-Münzen von mancherley Alter, zusammen LXI. Stücke, accurat in Kupfer gestochen, beschrieben, und aus der Historie umständlich erkläret werden. Nebst der ersten Fortsetzung des Entwurffs von einer vollständigen Thaler-Collection in der Vorrede (Digitalisat).
- Johann David Köhlers, p.p. jm Jahr 1732. wöchentlich herausgegebener historischer Münz-Belustigung vierdter Theil, darinnen allerhand merkwürdige und rare Thaler, Ducaten, Schaustücken und andere sonderbahre Gold- und Silber-Münzen von mancherley Alter, zusammen LXIII. Stücke, accurat in Kupfer gestochen, beschrieben, und aus der Historie umständlich erkläret werden. Nebst der andern Fortsetzung des Entwurfs von einer vollständigen Thaler Collection in der Vorrede (Digitalisat).
- Johann David Köhlers, p.p. jm Jahr 1733. wöchentlich herausgegebener historischer Münz-Belustigung fünfter Theil, darinnen allerhand merkwürdige und rare Thaler, Ducaten, Schaustücken und andere sonderbahre Gold- und Silber-Münzen von mancherley Alter, zusammen LXII. Stücke, accurat in Kupfer gestochen, beschrieben, und aus der Historie umständlich erkläret werden. Nebst der dritten Fortsetzung des Entwurfs von einer vollständigen Thaler-Collection in der Vorrede (Digitalisat).
- Johann David Köhlers p.p. jm Jahr 1734. wöchentlich herausgegebener historischer Münz-Belustigung sechster Theil, darinnen allerhand merkwürdige und rare Thaler, Ducaten, Schaustücken und andere sonderbahre Gold- und Silber-Münzen von mancherley Alter, zusammen LXXI. Stücke, accurat in Kupfer gestochen, beschrieben, und aus der Historie umständlich erkläret werden. Nebst der vierdten Fortsetzung des Entwurfs von einer vollständigen Thaler-Collection in der Vorrede (Digitalisat).
- Johann David Köhlers p.p. jm Jahr 1735. wöchentlich herausgegebener historischer Münz-Belustigung siebender Theil, darinnen allerhand merkwürdige und rare Thaler, Ducaten, Schaustücken und andere sonderbahre Gold- und Silber-Münzen von mancherley Alter, zusammen LX. Stücke, accurat in Kupfer gestochen, beschrieben, und aus der Historie umständlich erkläret werden. Nebst der fünfften Fortsetzung des Entwurfs von einer vollständigen Thaler-Collection in der Vorrede (Digitalisat).
- Johann David Köhlers p.p. jm Jahr 1736. wöchentlich heraus gegebener historischer Münz-Belustigung achter Theil, darinnen allerhand merkwürdige und rare Thaler, Ducaten, Schaustücken und andere sonderbahre Gold- und Silber-Münzen von mancherley Alter, zusammen LVIII. Stücke, accurat in Kupfer gestochen, beschrieben, und aus der Historie umständlich erkläret werden. Nebst der sechsten Fortsetzung, des Entwurfs von einer vollständigen Thaler-Collection, in der Vorrede (Digitalisat).
- Johann David Köhlers p.p. im Jahr 1737. wöchentlich herausgegebener historischer Münz-Belustigung neundter Theil, darinnen allerhand merkwürdige und rare Thaler, Ducaten, Schaustücken und andere sonderbahre Gold- und Silber-Müntzen von mancherley Alter, zusammen LIX. Stücke, accurat in Kupfer gestochen, beschrieben, und aus der Historie umständlich erkläret werden. Nebst der siebenden Fortsetzung des Entwurfs von einer vollständigen Thaler-Collection in der Vorrede (Digitalisat).
- Johann David Köhlers p.p. jm Jahr 1738. wöchentlich heraus gegebener historischer Münz-Belustigung zehender Theil, darinnen allerhand merkwürdige und rare Thaler, Ducaten, Schaustücken und andere sonderbahre Gold- und Silber-Münzen von mancherley Alter, zusammen LVIII. Stücke, accurat in Kupfer gestochen, beschrieben, und aus der Historie umständlich erkläret werden. Nebst der achten Fortsetzung, des Entwurffs von einer vollständigen Thaler-Collection, in der Vorrede (Digitalisat).
- Johann David Köhlers p.p. jm Jahr 1739. wöchentlich heraus gegebener historischer Münz-Belustigung eilfter Theil, darinnen allerhand merkwürdige und rare Thaler, Ducaten, Schaustücken und andere sonderbahre Gold- und Silber-Münzen von mancherley Alter, zusammen LX. Stücke, accurat in Kupfer gestochen, beschrieben, und aus der Historie umständlich erkläret werden. Nebst der neundten Fortsetzung, des Entwurffs von einer vollständigen Thaler-Collection, in der Vorrede (Digitalisat).
- Johann David Köhlers p.p. jm Jahr 1740. wöchentlich heraus gegebener historischer Münz-Belustigung zwölffter Theil, darinnen allerhand merkwürdige und rare Thaler, Ducaten, Schaustücken und andere sonderbahre Gold- und Silber-Münzen von mancherley Alter, zusammen LXIV. Stücke, accurat in Kupfer gestochen, beschrieben, und aus der Historie umständlich erkläret werden. Nebst der zehnten Fortsetzung, des Entwurffs von einer vollständigen Thaler-Collection, in der Vorrede (Digitalisat).
- Johann David Köhlers, p.p. jm Jahr 1741. wöchentlich heraus gegebener historischer Münz-Belustigung dreyzehender Theil, darinnen allerhand merkwürdige und rare Thaler, Ducaten, Schaustücken, und andere sonderbahre Gold- und Silber-Münzen von mancherley Alter, zusammen LXIII. Stücke, richtig in Kupfer gestochen, beschrieben, und aus der Historie umständlich erkläret werden. Nebst einer dienlichen Nachricht von den Hannibalschen und Rochischen Medaillen, statt der Vorrede (Digitalisat).
- Johann David Köhlers, p.p. jm Jahr 1742. wöchentlich heraus gegebener historischer Münz-Belustigung vierzehender Theil, darinnen Thaler, Ducaten, Schaustücken und andere sonderbahre Gold- und Silber-Münzen von mancherley Alter, zusammen LXIII. Stücke, richtig in Kupfer gestochen, beschrieben, und aus der Historie umständlich erkläret werden. Nebst der eilften Fortsetzung des Entwurffs von einer vollständigen Thaler-Collection, in der Vorrede (Digitalisat).
- Johann David Köhlers, p.p. jm Jahr 1743. wöchentlich heraus gegebener historischer Münz-Belustigung funfzehender Theil, darinnen allerhand merckwürdige und rare Thaler, Ducaten, Schaustücken und andere sonderbahre Gold- und Silber-Münzen von mancherley Alter, zusammen LXXV. Stücke, accurat in Kupffer gestochen, beschrieben, und aus der Historie umständlich erkläret werden. Nebst der zwölfften Fortsetzung des Entwurffs von einer vollständigen Thaler-Collection, in der Vorrede (Digitalisat).
- Johann David Köhlers, p.p. im Jahr 1744. wöchentlich herausgegebener historischer Münz-Belustigung sechzehender Theil, darinnen Thaler, Ducaten, Schaustücken und andere sonderbahre Gold- und Silber-Münzen, von mancherley Alter, zusammen LXIII. Stücke, richtig in Kupffer gestochen, beschrieben und aus der Historie zulänglich erkläret werden. Nebst der dreyzehenden Fortsetzung des Entwurffs von einer vollständigen Thaler-Collection, in der Vorrede (Digitalisat).
- Johann David Köhlers, p.p. im Jahr 1745. wöchentlich heraus gegebener historischer Münz-Belustigung siebenzehnder Theil, darinnen Thaler, Ducaten, Schaustücken, und andere sonderbahre Gold- und Silber-Münzen, von mancherley Alter, zusammen LXVIII. Stücke, richtig in Kupffer gestochen, beschrieben und aus der Historie zulänglich erkläret werden. Nebst der vierzehnden Fortsetzung des Entwurffs von einer vollständigen Thaler-Collection in der Vorrede (Digitalisat).
- Johann David Köhlers, p.p. jm Jahr 1746. wöchentlich heraus gegebener historischer Münz-Belustigung achtzehnder Theil, darinnen Thaler, Ducaten, Schaustücken, und andere sonderbahre Gold- und Silber-Münzen, von mancherley Alter, zusammen LVII. Stücke, richtig in Kupffer gestochen, beschrieben, und aus der Historie zulänglich erkläret werden, nebst der funfzehnden Fortsetzung des Entwurffs von einer vollständigen Thaler-Collection, in der Vorrede (Digitalisat).
- Vollständiges Register über die XXII Theile der Köhlerischen Münzbelustigungen in sich enthaltend ein vierfaches Verzeichnis (Digitalisat).
- Vollständiges Register über die XXII Theile der Köhlerischen Münzbelustigungen in sich enthaltend ein vierfaches Verzeichnis, Band 2 (Digitalisat).
- Kurtze und gründliche Anleitung zu der Alten und Mittlern Geographie. Christoph Weigels Witwe, Nürnberg 1730 (Digitalisat).
- Hochverdiente und aus bewährten Urkunden wohlbeglaubte Ehren-Rettung Johann Guttenbergs. Fritsch, Leipzig 1741 (Digitalisat).